# Лілі Дональдсон
Лілі Моніка Дональдсон (англ. Lily Monica Donaldson; нар. 27 січня 1987) — британська топ-модель.

## Біографія
Народилася в Англії, у сім'ї фотографа Метью Дональдсона і його дружини Тіффані.
З 2008 року зустрічається з Володимиром Рестуаном Ройтфельдом, сином Карін Ройтфельд, колишнього головного редактора французької версії журналу Vogue.

### Кар'єра
У 2003 році, під час шопінгу на Лілі звернув увагу один з представників модельного агентства Select Model Management. Менше, ніж через рік Дональдсон підписала контракт на участь у рекламних кампаніях таких брендів, як Miss Sixty, Jil Sander, Burberry і Dolce & Gabbana, а також з'явилася на обкладинці британської версії Vogue. У 2005 році Дональсон була номінована на здобуття премії British Fashion Awards як найкраща модель.
Надалі брала участь у нью-йоркському, паризькому, міланському тижнях моди, демонструючи на подіумі твори таких модних будинків, як Christian Lacroix, Donna Karan, Christian Dior, Chanel, Michael Kors, Marc Jacobs і багатьох інших. Позувала для журналів Numéro, Harper's Bazaar, W, i-D, V Magazine, британського, японського, італійського, французького Vogue, ставала обличчям Jil Sander, Lanvin, Christian Dior, Mulberry, MaxMara, Gucci.
У травні 2007 року американський Vogue помістив на обкладинку фотографію Стівена Мейзелема, де Лілі Дональдсон зображена в компанії Гіларі Роду, Каролін Трентіні, Ракель Циммерман, Саші Півоварової, Агнесс Дін, Коко Роша, Джессіки Стем, Шанель Іман та Даутцен Крус. Видання представило їх як нове покоління супермоделей.
У 2009 році французький Vogue назвав Лілі Дональдсон у числі 30 найкращих моделей 2000-х рр. поряд з Жизель Бюндхен, Наталією Водяновою, Владою Росляковою, Ганною Селезньовою, Наташею Полі, Сашою Півоваровою та іншими.